# Psychotria educta
Psychotria educta är en måreväxtart som beskrevs av Paul Carpenter Standley. Psychotria educta ingår i släktet Psychotria och familjen måreväxter. Inga underarter finns listade i Catalogue of Life.